# 橘U子
橘U子（日语：／ Tachibana Yūko，1973年3月15日—）是一名日本女性聲優，舊藝名合志真理，經營二十一世紀霍士劇團，血型為B型，隸屬Kenyu Office。

## 出演作品

### 電視動畫
- 蠟筆小新（老奶奶、連圖、四十肩的阿京、迷你豬）
- 妮嘉尋親記（奧利佛）
- 我們這一家（房東、モン太の母）
- 小魔女Doremi（魔女梅、魔女莎莉斑、幸子的奶奶）
- 萬花筒之星（パトロワの妻）
- 金田一少年事件簿（小野寺將之（須賀徹）的奶奶、蘇西星河）
- Keroro軍曹（宇宙商人、店主、上級生、Gururu）
- 你好 安妮 ～Before Green Gables（藍道夫・麥克加文）
- 逮捕令（小孩）
- 櫻桃小丸子（杉山）※代役
- 數碼寶貝拯救者（托瑪的外婆）
- 數碼寶貝最前線（鉄平、パグモン）
- 哆啦A夢（女將）
- 忍者亂太郎（亂太郎之母）※代役
- 爆裂天使（女子C）
- 美鳥日記（セールスレディ）※第5話
- 名偵探柯南（主婦B、伊藤A）
- MÄR 魔兵傳奇（傑克的母親）
- MONSTER（慕尼黑的妓女）
- 雪之女王（魚店老闆）※第5話
- 魔法咪路咪路（星野）
- ONE PIECE（Miss 雙手指）

2003年
- 驚爆危機？校園篇（阿姨、女孩A）

2004年
- 妄想代理人#3

2006年
- 銀魂（中山）

2007年
- 帝托拉傳奇（爽朗媽媽）
- 交響情人夢（金城静香）
- 王牌投手 振臂高揮（花井菊江）

2008年
- Yes! 光之美少女5（骸骨）

2009年
- 蒼天航路（黃巾黨女性B）

2010年
- 王牌投手 振臂高揮 -夏季大會篇（花井菊江）

2011年
- 銀魂'（白水OX子）

2012年
- 宇宙兄弟（珍妮佛）

2014年
- SONI ANI -SUPER SONICO THE ANIMATION-（鄰居大嬸）

2015年
- ISUCA依絲卡（樹木子）

2016年
- 紅殼的潘朵拉（莎曼莎看護婦）
- 火星異種 復仇（貝多拉·愛因哈姆）

2018年
- 霸穹 封神演義（瓊霄）
- 三次元女友 REAL GIRL（筒井紀江）
- 傀儡馬戲團（加納）

2019年
- COP CRAFT（SM女王、奧莉薇）
- 普通攻擊是全體二連擊，這樣的媽媽你喜歡嗎？（波奇的媽媽）
- 小書痴的下剋上：為了成為圖書管理員不擇手段！（卡蘿拉）

2020年
- pet（乾的祖母）
- 噴嚏大魔王2020（球木）

2021年
- 回復術士的重啟人生
- 更多!認真地不認真的怪俠佐羅利 第2系列（宇宙星人）
- 86－不存在的戰區－（貝兒·埃癸斯）
- （老婆婆）

2022年
- 秘密內幕～女警的反擊～（酒田）
- SPY×FAMILY間諜家家酒（〈WISE〉連絡員）
- 鏈鋸人（水蛭惡魔）

### 劇場版動畫
- ONE PIECE 沙漠的王女與海賊們（Miss 雙手指）

2013年
- 春HAL（エリカ）

## 外部連結
- 事務所公開簡歷（日語）